# Fanny Suenssen
Fanny Suenssen (født 14. oktober 1832 i Tønning, død 29. marts 1918 på Frederiksberg) var en dansk forfatter. Hendes søstre var forfatterne Teckla Juel og Alfhilda Mechlenburg, som hun var meget knyttet til. Hun blev aldrig gift eller fik børn.
På trods af et skrøbeligt helbred og mange dage i sygesengen fik det negative aldrig det bedste ud af hende, dels takket være et lyst livssyn, dels på grund af en stærk religiøs tro.
I 1862 fik hun debut med guvernanteromanen Amalie Vardum, der på en følsom måde skildrer en ung piges barndom og ungdomlige år. Det litterære værk, som bærer præg af selvbiografisk træk, blev efterfulgt af Juleaften, 1863, Tekla Eichel, 1864 og Aldrig, 1871. Disse værker blev udgivet på anonyme vilkår, og det var først i henholdsvis 1890 med Tusmørke og Han er Jøde fra 1892, at hun anvendte sit eget navn.
I løbet af 1870'erne bidrog hun flittigt til Skandinavisk Folkemagazin og på et senere tidspunkt offentliggjorde hun en stribe artikler om kvindesagen i Berlingske Tidende. En del af hendes værker udkom på tysk, fransk og svensk, og hun bevægede sig ind i nyere genrer. Sammen med sine søstre skrev hun også to skuespil, Et Ægteskab i Fare og Judith eller Fare og Flugt, der begge blev opført på Folketeatret, plus et bind fortællinger og vers til børn, Ej blot til Lyst fra 1880, lystspillet En Skilsmisse (opført i Norge i 1872).
Hendes værker blev læst af borgerskabets brede lag, som især fandt hyggen og den religiøse grundtone appellerende. Tværtimod var det sværere at appellere til de finkulturelle, eftersom hun havde svært ved at redegøre for et sammensat persongalleri og ofte blev hendes scener for patetiske.
Sammen med sine søstre var hun blandt de ti kvindelige forfattere, som blev de første til at komme på finansloven i 1883.